# Friedrich August von Gise

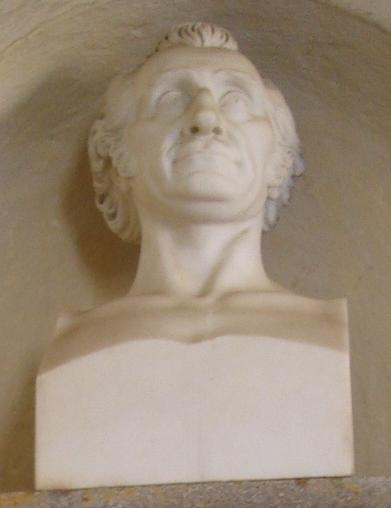
Diese Büste des Künstlers Johann Halbig von 1861 zeigt wahrscheinlich Friedrich August von Gise

Freiherr Friedrich August Theodor von Gise, geboren als Friedrich August Theodor von Koch (* 17. März 1783 in Regensburg; † 4. Oktober 1860 in München) war ein königlich bayerischer Diplomat und Politiker; 1832 bis 1846 war er Minister des königlichen Hauses und des Äußern.

## Herkunft
Der spätere Freiherr von Gise wurde 1783 als Edler Friedrich August Theodor von Koch geboren. Er war der erste Sohn des Gesandten des Herzogtums Oldenburg und des Fürstentums Lübeck am Immerwährenden Reichstag in Regensburg, Conrad Reinhard Ritter von Koch, und seiner Frau Friederike Luise Ernestine, geb. Brandenstein (Tochter von Johann August und Maria Magdalena Ernestine, geb. Teuffel von Pirckensee). Er war wie seine Eltern Protestant und trug wie sein Vater den Titel eines Domkapitulars im Domkapitel Lübeck, das der einzige rein protestantische geistliche Reichsstand des Heiligen Römischen Reiches war. Seine Vornamen verdankte er dem bei seiner Geburt regierenden Fürstbischof von Lübeck, Friedrich August.
Am 28. Oktober 1815 wurde Friedrich August von Koch durch Carl Philipp Wilhelm Freiherrn von Gise auf Lutzmannstein und Allersburg adoptiert. Er führte daraufhin den Namen von Gise und mit königlicher Genehmigung den Freiherrentitel. Schließlich erbte er auch die Güter Lutzmannstein und Allersburg.

## Diplomatische Laufbahn
Friedrich August studierte an der Universität in Straßburg unter anderem bei seinem Onkel Christoph Wilhelm von Koch, der dort als Professor für Geschichte und Staatsrecht bereits Goethe und Montgelas unterrichtet hatte. 1807 begann er seine Laufbahn im diplomatischen Korps des Königreichs Bayern als diplomatischer Elève (Schüler) der Gesandtschaft in Paris, wurde 1808 zum Legationssekretär und 1810 zum Legationsrat befördert und wechselte noch im selben Jahr zur Gesandtschaft in Wien. Während der Befreiungskriege gegen Napoleon wechselte er 1813 ins Hauptquartier der alliierten Mächte, wo er 1814 Feldmarschall Wrede zugeteilt wurde. Bereits ein Jahr darauf wurde er zum bayerischen Gesandten in den Niederlanden ernannt. 1820 bekam er den Titel eines Geheimen Rats verliehen und 1824 bestellte ihn König Ludwig I. zum außerordentlichen Gesandten und bevollmächtigten Minister am kaiserlich-russischen Hof in St. Petersburg.

## Minister des königlichen Hauses und des Äußern
Ende 1831 holte König Ludwig I. Friedrich August Freiherrn von Gise als Staatsrat im ordentlichen Dienst und Verweser des Staatsministeriums des königlichen Hauses und des Äußern nach München. 1832 wurde er zum ordentlichen bayerischen Staatsminister des königlichen Hauses und des Äußern ernannt und blieb dies bis 1846.
Über seine Amtsführung schreibt Heinz Gollwitzer, dass er „nicht nur die diplomatisch-höfische Routine vollkommen“ beherrschte, sondern sich auch „in seinen Ratschlägen stets als nüchterner, einsichtiger und gemäßigter Mann“ zeigte. Er zieht jedoch insgesamt ein sehr negatives Fazit seiner Amtszeit als Minister des Äußern, da er sich „überängstlich dem Willen des Königs unterworfen“ und deshalb „fast keine eigenen Initiativen ergriffen“ habe.
Als Minister des königlichen Hauses ließ Friedrich August von Gise 1834/35 im Auftrag König Ludwigs I. ein neues Staatswappen für das Königreich Bayern entwerfen, in dem die Anfang des 19. Jahrhunderts neu hinzugekommenen Gebiete besser repräsentiert sein sollten und an das sich auch das heutige Wappen des Freistaats Bayern stark anlehnt. In dieses Ressort fielen aber beispielsweise auch die Heiratsangelegenheiten des Thronfolgers Maximilian.
Spätestens seit 1840 nahm Friedrich August von Gise als Vorsitzender des Staatsrates eine gewisse Vorrangstellung unter den Ministern ein. Am 26. Mai 1846 wurde er von König Ludwig I. aus seinem Amt entlassen.

## Tod
Friedrich August von Gise starb am 4. Oktober 1860 im familieneigenen Palais Gise in München, wurde nach Saltendorf an der Naab überführt und in der dortigen Familiengruft bestattet.

## Ehrungen
Friedrich August von Gise erhielt während seines Lebens zahlreiche Ehrungen. So wurde er beispielsweise 1830 als Gesandter in St. Petersburg zum Ehrenmitglied der bayerischen Akademie der Wissenschaften ernannt.
Außerdem war er Großkanzler und Großkomtur des königlich bayerischen Hausritterordens vom Heiligen Hubertus, Träger des Großkreuzes des Verdienstordens der Bayerischen Krone sowie verschiedener auswärtiger Orden.
Zu diesen zählte der griechische Erlöser-Orden, der österreichisch-kaiserliche Leopold-Orden, der preußische Rote-Adler-Orden, der russische Alexander-Newski-Orden mit Brillanten, Großkreuz des Ordens der Württembergischen Krone, der portugiesische Orden Unserer Lieben Frau von der Empfängnis von Vila Viçosa, der sardinische Ritterorden der hl. Mauritius und Lazarus, der toskanische St.-Josephs-Orden, das Großkreuz des badischen Ordens vom Zähringer Löwen (1835) und der Herzoglich Sachsen-Ernestinischer Hausorden.

## Familie

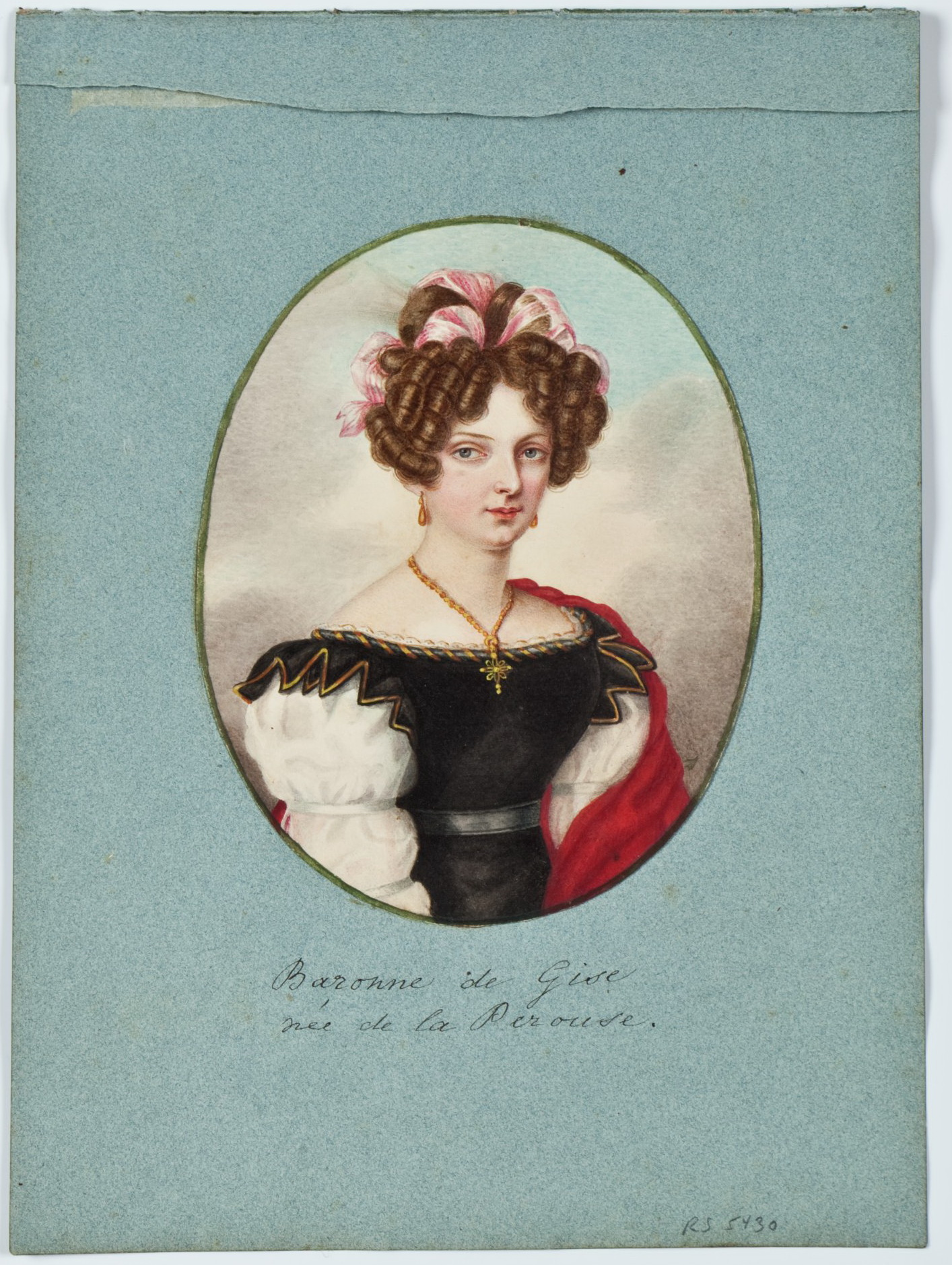
Frau

Am 8. Dezember 1815 heiratete er in München die katholische Franziska Bertrand de St. Remy Gräfin de La Perouse (Tochter von Joseph Franz und Maria Anna, geb. Gräfin von Arco-Valley), mit der er die sechs Kinder Maximilian (1816–1890), Maria Anna (1821–?), Caroline (1821–1900), Carl Rupert (*/† 1825), Ludwig (1828–1897) und Adelheid (1831–1898) hatte, die alle katholisch erzogen wurden.
Seine Frau erhielt von ihrer Mutter 1824 Patrimonialgericht und Schlossgut Teublitz, die sein Vater Conrad Reinhard erst 1821 an diese verkauft hatte und wo die Familie sich regelmäßig – vor allem im Sommer – aufhielt.

### Nachfahren
Die ältere Teublitzer Linie der Freiherren von Gise (bis 1913):
- Maximilian Joseph August Philipp Reinhard Freiherr von Gise (Gesandter am königlich sächsischen und den herzoglich-sächsischen Höfen in Dresden; * 8. Juli 1817 Brüssel; † 7. Juli 1890 Teublitz) ⚭ 31. Juli 1847 München: Anna Amalie, geb. Gräfin Tascher de La Pagerie (* 1. Februar 1816 München; † 28. September 1897 Arnstorf / Niederbayern)
  - August Friedrich Ludwig Max Maria Freiherr von Gise (Mitglied des bayerischen Landtags und des Reichstags, Oberhofmeister der Prinzessin Adalbert von Bayern; * 5. Oktober 1850 Dresden; † 14. Juli 1913 München) 1. ⚭ 1. Juni 1875 München: Maria Antonia, geb. Freiin von Schönfeld (* 11. Dezember 1851 Mailand; † 15. September 1885 Partenkirchen / Oberbayern) 2. ⚭ 25. November 1891 Freiburg im Breisgau: Katharina Prinzessin zu Hohenlohe-Waldenburg-Schillingsfürst
    - aus 1. ⚭: Maria (Irma) Franziska Antonia Anna Freifrau von Rolshausen, verw. Gräfin von Walderdorff (* 1. April 1876 München; † 27. Oktober 1935 Bonn) 1. ⚭ Wilderich Graf von Walderdorff (* 2. Oktober 1857 Wien; † 21. Februar 1910 Teublitz) 2. ⚭ Wilhelm Freiherr von Rolshausen (Begleiter des Erbprinzen von Thurn und Taxis, Oberhofmeister des Fürsten von Thurn und Taxis; * 30. September 1875 Bückeburg; † 29. September 1969 Bonn)

Außerdem begründete Friedrich Augusts jüngerer Sohn Ludwig (* 27. Oktober 1828 Teublitz; † 3. September 1897 Immenstadt) die heute noch existierende jüngere Linie der Freiherren von Gise.